# V2U
V2U — російський баражуючий боєприпас, оснащений системою штучного інтелекту (ШІ) для автономного пошуку, розпізнавання та ураження цілей. Здатний діяти без постійного зв'язку з оператором, зокрема в умовах роботи систем РЕБ.

## Конструкція
V2U має аеродинамічну схему «літаюче крило» з розмахом 1,2 метра. Запуск здійснюється за допомогою пневматичної катапульти. Дрон оснащений електричним двигуном, який живиться від батареї ємністю 34 А·год, що забезпечує тривалість польоту до однієї години при крейсерській швидкості 60 км/год.
Корисне навантаження становить до 3,5 кг. Зафіксовано використання дрона з комбінованою кумулятивно-осколково-фугасною бойовою частиною (КОФЗБЧ) вагою 3 кг.

### Система наведення та керування
Ключовою особливістю V2U є його здатність до автономної роботи завдяки системі на базі штучного інтелекту. Обчислювальна система побудована на китайському мінікомп'ютері Leetop A203, у який інтегрований високопродуктивний модуль Nvidia Jetson Orin американського виробництва. Цей модуль забезпечує роботу алгоритмів ШІ для розпізнавання об'єктів та наведення на ціль.
Для навігації, ймовірно, використовується технологія «комп'ютерного зору»: дрон порівнює зображення з бортової камери з попередньо завантаженими картами місцевості. На це вказує наявність лише одного GPS-модуля, що може свідчити про намагання зменшити вразливість до дії систем РЕБ.
Окрім автономного режиму, передбачена можливість керування в режимі FPV через двосторонній зв'язок LTE. Для цього в дроні встановлено модем-роутер Microdrive Tandem-4GS-OEM-11, який може працювати з SIM-картою мобільного оператора.

### Іноземні компоненти
V2U зібраний переважно з іноземних компонентів цивільного призначення.
- Китай: безщітковий двигун (Shanghai Dualsky Models), плата (Leetoptech), електронний регулятор обертів (T-MOTOR), мінікомп'ютер Leetop A203, GPS-модуль, твердотільний накопичувач на 128 ГБ, далекомір, елементи живлення та елементна база модема[1][7].
- США: обчислювальний модуль Nvidia Jetson Orin, дводіапазонний бездротовий адаптер[7].
- Японія: світлочутливий сенсор Sony[7][3].
- Ірландія: електромагнітне реле виробництва TE Connectivity[7][6].
- Швейцарія: мікроконтролер[7].

## Модифікації
Відомо про існування нової модифікації V2U, оснащеної двигуном внутрішнього згоряння, що дозволило збільшити дальність польоту до 100 км.

## Бойове застосування

### Російсько-українська війна
За даними ГУР МО України, БПЛА активно застосовується російськими військами на Сумському напрямку.